# Сверхновая звезда (телесериал)
«Сверхно́вая звезда́» (англ. Instant Star) — канадский молодёжный драматический и комедийный телесериал. Главную героиню сыграла известная канадская певица Алекс Джонсон.

## Сюжет
Сериал рассказывает историю Джуд Хариссон, юной девушки, которая стала победительницей музыкального конкурса, открывшего перед ней мир шоу-бизнеса и полностью изменившего её жизнь.

## В ролях
- Алекс Джонсон — Джуд Харрисон
- Тим Розон — Том «Томми Кью» Куинси
- Лора Вандерворт — Сэди Харрисон
- Кристофер Тернер — Джейми Эндрюс
- Уэс Уильямс — Дариус Миллс
- Марк Тейлор — Квест
- Тайлер Кайт — Винсент Спидерман
- Саймон Рейнольдс — Стюарт Харрисон

## Производство
Линда Шулер и Стивен Стон из Epitome Pictures стали продюсерами сериала. Шоу стартовало на канале CTV в Канаде, а после права на показ приобрел и американский молодёжный телеканал The N (теперь — TEENick), принадлежащий медиаконгломерату Viacom. Сериал стал вторым по популярности на канале The N после Деграсси: Новое поколение, канадского телесериала, продюсерами которого также выступали Шулер и Стон.
После того, как было снято четыре сезона (в каждом 13 серий), телеканалы CTV и The N, которые финансировали производство сериала, приняли решение о его закрытии, хотя изначально сериал планировалось завершить после пятого сезона. Расстроенные поклонники даже написали петицию.

## Эпизоды
Funimation Entertainment выпустила первые два сезона на DVD для региона 1 в 2007 году.
Echo Bridge Home Entertainment приобрела права на сериал в 2010 году, а затем выпустила заключительные два сезона на DVD только для США.
| Сезоны | Сезоны | Эпизоды | Оригинальная дата премьеры | Оригинальная дата премьеры |
| Сезоны | Сезоны | Эпизоды | Премьера сезона            | Финал сезона               |
| ------ | ------ | ------- | -------------------------- | -------------------------- |
|        | 1      | 13      | 15 сентября 2004           | 24 апреля 2005             |
|        | 2      | 13      | 18 июня 2006               | 24 июня 2007               |
|        | 3      | 13      | 26 июня 2007               | 2 сентября 2007            |
|        | 4      | 13      | 8 июня 2008                | 31 августа 2008            |

Сезон 1 (2004—2005)
| № общий | № в сезоне | Название                                                                            | Режиссёр      | Автор сценария | Дата премьеры    |
| ------- | ---------- | ----------------------------------------------------------------------------------- | ------------- | -------------- | ---------------- |
| 1       | 1          | «Even Better Than The Real Thing» «То, что надо, и даже лучше»                      | Пэт Уильямс   | Джеймс Херст   | 15 сентября 2004 |
| 2       | 2          | «Come As You Are» «Оставайся собой»                                                 | Пэт Уильямс   | Неизвестно     | 15 сентября 2004 |
| 3       | 3          | «Oh Well, Whatever, Nevermind» «Ну, и плевать!»                                     | Пэт Уильямс   | Неизвестно     | 30 января 2005   |
| 4       | 4          | «Hey Sister» «Эй, сестрёнка»                                                        | Пэт Уильямс   | Джеймс Херст   | 6 февраля 2005   |
| 5       | 5          | «You Can't Always Get What You Want» «Ты не можешь всегда получать то, чего хочешь» | Грэм Кэмпбелл | Эмили Андрас   | 13 февраля 2005  |
| 6       | 6          | «Kiss Me Deadly» «Поцелуй меня великолепно»                                         | Грэм Кэмпбелл | Неизвестно     | 20 февраля 2005  |
| 7       | 7          | «I Wanna Be Your Boyfriend» «Я хочу быть твоим бойфрендом»                          | Неизвестно    | Джеймс Херст   | 6 марта 2005     |
| 8       | 8          | «Unsweet Sixteen» «Горькие шестнадцать»                                             | Неизвестно    | Неизвестно     | 13 марта 2005    |
| 9       | 9          | «Won't Get Fooled Again» «Не хочу быть обманутой вновь»                             | Брэдли Уолш   | Неизвестно     | 20 марта 2005    |
| 10      | 10         | «Lose This Skin» «Изменись»                                                         | Брэдли Уолш   | Джеймс Херст   | 27 марта 2005    |
| 11      | 11         | «All Apologies» «Все извинения»                                                     | Пэт Уильямс   | Неизвестно     | 10 апреля 2005   |
| 12      | 12         | «Train In Vain» «Учить бесполезно»                                                  | Филип Ёрншоу  | Джеймс Херст   | 17 апреля 2005   |
| 13      | 13         | «Should I Stay Or Should I Go» «Мне уйти или остаться»                              | Пэт Уильямс   | Неизвестно     | 24 апреля 2005   |

Сезон 2 (2006—2007)
| № общий | № в сезоне | Название                                              | Режиссёр      | Автор сценария                | Дата премьеры             |
| ------- | ---------- | ----------------------------------------------------- | ------------- | ----------------------------- | ------------------------- |
| 1415    | 12         | «No Sleep 'Til Brooklyn» «Без сна от самого Бруклина» | Грэм Кэмпбелл | Джеймс Херст                  | 18 июня 2006 25 июня 2006 |
| 16      | 3          | «I Fought The Law» «Я защищала закон»                 | Грэм Кэмпбелл | Неизвестно                    | 2 июля 2006               |
| 17      | 4          | «Miss World» «Упустить целый мир»                     | Грэм Кэмпбелл | Николь Дэмерс                 | 1 августа 2006            |
| 18      | 5          | «Viciousness» «Порочность»                            | Филип Ёрншоу  | Неизвестно                    | 8 августа 2006            |
| 19      | 6          | «The Jean Genie» «Джинсовый джин»                     | Том Бест      | Эмили Андрас                  | 15 августа 2006           |
| 20      | 7          | «Stranger In The House» «Незнакомец в доме»           | Том Бест      | Эмили Андрас                  | 22 августа 2006           |
| 21      | 8          | «Personality Crisis» «Кризис личности»                | Пэт Уильямс   | Неизвестно                    | 29 августа 2006           |
| 22      | 9          | «Hallelujah» «Аллилуйя»                               | Пэт Уильямс   | Шелли Скэрроу                 | 27 мая 2007               |
| 23      | 10         | «Problem Child» «Трудный ребенок»                     | Джим Донован  | Эмили Андрас и Шон Рейкрафт   | 3 июня 2007               |
| 24      | 11         | «Mother's Little Helper» «Мамина маленькая помощница» | Джим Донован  | Неизвестно                    | 10 июня 2007              |
| 25      | 12         | «When I Come Around» «Когда я пришла в себя»          | Пэт Уильямс   | Эмили Андрас                  | 17 июня 2007              |
| 26      | 13         | «Date With The Night» «Свидание с ночью»              | Пэт Уильямс   | Николь Дэмерс и Шелли Скэрроу | 24 июня 2007              |

Сезон 3 (2007)
| № общий | № в сезоне | Название                                                | Режиссёр      | Автор сценария                              | Дата премьеры   |
| ------- | ---------- | ------------------------------------------------------- | ------------- | ------------------------------------------- | --------------- |
| 27      | 1          | «Lose Yourself» «Теряя себя»                            | Джим Донован  | Дерек Шрейер                                | 26 июня 2007    |
| 28      | 2          | «Like A Virgin» «Словно девственница»                   | Неизвестно    | Эмили Андрас                                | 8 июля 2007     |
| 29      | 3          | «Start Me Up» «Заведи меня»                             | Филип Ёрншоу  | Джилл Голик                                 | 15 июля 2007    |
| 30      | 4          | «Helter Skelter» «Кавардак»                             | Джим Донован  | Эмили Андрас                                | 22 июля 2007    |
| 31      | 5          | «Let It Be» «Пусть будет так»                           | Джим Донован  | Дерек Шрейер                                | 25 июля 2007    |
| 32      | 6          | «Heart Of Gold» «Золотое сердце»                        | Грэм Кэмпбелл | Шернолд Эдвардс, Джилл Голик и Бобби Теодор | 29 июля 2007    |
| 33      | 7          | «The Long And Winding Road» «Длинная извилистая дорога» | Грэм Кэмпбелл | Неизвестно                                  | 1 августа 2007  |
| 34      | 8          | «18: Part 1» «Восемнадцать: Часть первая»               | Неизвестно    | Вера Сантамария                             | 5 августа 2007  |
| 35      | 9          | «18: Part 2» «Восемнадцать: Часть вторая»               | Неизвестно    | Эмили Андрас и Бобби Теодор                 | 12 августа 2007 |
| 36      | 10         | «Nowhere To Run» «Некуда бежать»                        | Грэм Кэмпбелл | Бобби Теодор                                | 19 августа 2007 |
| 37      | 11         | «Celebrity Skin» «Кожа знаменитости»                    | Грэм Кэмпбелл | Вера Сантамария                             | 28 августа 2007 |
| 38      | 12         | «Sympathy For The Devil» «Симпатизируя дьяволу»         | Грэм Кэмпбелл | Джилл Голик                                 | 2 сентября 2007 |
| 39      | 13         | «All I Want Is You» «Мне нужна только ты»               | Грэм Кэмпбелл | Эмили Андрас                                | 2 сентября 2007 |

Сезон 4 (2008)
| № общий | № в сезоне | Название                                          | Режиссёр      | Автор сценария                   | Дата премьеры   |
| ------- | ---------- | ------------------------------------------------- | ------------- | -------------------------------- | --------------- |
| 40      | 1          | «Your Time Is Gonna Come» «Твое время еще придет» | Грэм Кэмпбелл | Эмили Андрас                     | 8 июня 2008     |
| 41      | 2          | «She Drives Me Crazy» «Она сводит меня с ума»     | Грэм Кэмпбелл | Трэйси Форбс                     | 15 июня 2008    |
| 42      | 3          | «Changes» «Пермены»                               | Пэт Уильямс   | Эмили Андрас                     | 22 июня 2008    |
| 43      | 4          | «Us And Them» «Мы и они»                          | Пэт Уильямс   | Джереми Боксен                   | 29 июня 2008    |
| 44      | 5          | «We Belong» «Принадлежим друг другу»              | Пэт Уильямс   | Трэйси Форбс                     | 6 июля 2008     |
| 45      | 6          | «My Hometown» «Мой родной город»                  | Грэм Кэмпбелл | Трэйси Форбс                     | 13 июля 2008    |
| 46      | 7          | «Not An Addict» «Не пристрастие»                  | Грэм Кэмпбелл | Шернолд Эдвардс                  | 20 июля 2008    |
| 47      | 8          | «Brilliant Mistake» «Гениальная ошибка»           | Филип Ёрншоу  | Джереми Боксен                   | 27 июля 2008    |
| 48      | 9          | «Possession» «Одержимость»                        | Неизвестно    | Джейми Уилсон                    | 3 августа 2008  |
| 49      | 10         | «Every Breath You Take» «Каждый твой вздох»       | Том Бест      | Неизвестно                       | 10 августа 2008 |
| 50      | 11         | «She Walks On Me» «Она испытывает мое терпение»   | Неизвестно    | Шернолд Эдвардс                  | 17 августа 2008 |
| 51      | 12         | «Gimme Gimme Shock Treatment» «Шоковая терапия»   | Неизвестно    | Джереми Боксен                   | 24 августа 2008 |
| 52      | 13         | «London Calling» «Лондон зовет»                   | Неизвестно    | Джереми Боксен и Шернолд Эдвардс | 31 августа 2008 |

## Награды
В 2005 году, после выхода первого сезона, Сверхновая звезда была номинирована на три премии Gemini Awards в категории «Лучшая детская/молодёжная программа или сериал», в номинациях: (1) Лучший сериал; (2) Лучшее исполнение (Джуд Харрисон); (3) Лучший режиссёр (Грэм Кэмпбелл). Сериал получил награду в номинации «Лучший режиссёр» за эпизод You Can’t Always Get What You Want.
28 августа 2007 года сериал получил ещё три премии Gemini Awards в категории «Лучшая детская/молодёжная программа или сериал». Алекс Джонсон была вновь номинирована за Лучшее исполнение (за эпизод «I Fought the Law»), и ещё две номинации за Лучшего режиссёра — Грэм Кэмпбелл (за эпизод «I Fought the Law») и Пэт Уильямс (за эпизод «Personality Crisis»).